# Schachbundesliga 1993/94 (Frauen)
Die Saison 1993/94 war die dritte Spielzeit der Schachbundesliga der Frauen. Aus der 2. Bundesliga waren die Rodewischer Schachmiezen, der SC Bessenbach und der SK Zehlendorf aufgestiegen.
Als einziger Aufsteiger erreichte Rodewisch den Klassenerhalt, neben Bessenbach und Zehlendorf musste der SV 1920 Hofheim absteigen.
An der Spitze lagen mit dem Titelverteidiger Elberfelder Schachgesellschaft 1851, dem Krefelder Schachklub Turm 1851 und dem PSV Dresden drei Vereine punktgleich. Dem Reglement entsprechend bestritten diese Stichkämpfe; zunächst besiegte Elberfeld Dresden mit 4,5:1,5, dann gewann Krefeld mit 3,5:2,5 gegen Elberfeld, ehe Dresden sich gegen Krefeld mit 3,5:2,5 durchsetzte. Da alle Vereine im Stichkampf je einen Sieg und eine Niederlage vorzuweisen hatten, entschieden die im Stichkampf erzielten Brettpunkte, so dass Elberfeld den Titel verteidigen konnte; Krefeld wurde vor Dresden Zweiter.
Zu den gemeldeten Mannschaftskadern der teilnehmenden Vereine siehe Mannschaftskader der deutschen Schachbundesliga 1993/94 (Frauen).

## Abschlusstabelle
|     | Verein                                  | Sp | G | U | V | MP    | Brett-P.  |
| --- | --------------------------------------- | -- | - | - | - | ----- | --------- |
| 1.  | Elberfelder Schachgesellschaft 1851 (M) | 11 | 6 | 4 | 1 | 16:6  | 39,0:27,0 |
| 2.  | Krefelder Schachklub Turm 1851          | 11 | 7 | 2 | 2 | 16:6  | 36,0:30,0 |
| 3.  | Post SV Dresden                         | 11 | 7 | 2 | 2 | 16:6  | 42,0:24,0 |
| 4.  | Hamburger SK                            | 11 | 6 | 3 | 2 | 15:7  | 39,0:27,0 |
| 5.  | Rotation Berlin                         | 11 | 5 | 2 | 4 | 12:10 | 38,5:27,5 |
| 6.  | SC 1903 Weimar                          | 11 | 4 | 3 | 4 | 11:11 | 32,5:33,5 |
| 7.  | USV Halle                               | 11 | 4 | 3 | 4 | 11:11 | 32,0:34,0 |
| 8.  | Spielvereinigung Leipzig 1899           | 11 | 4 | 1 | 6 | 9:13  | 27,0:39,0 |
| 9.  | Rodewischer Schachmiezen (N)            | 11 | 2 | 4 | 5 | 8:14  | 30,5:35,5 |
| 10. | SC Bessenbach (N)                       | 11 | 2 | 3 | 6 | 7:15  | 27,0:39,0 |
| 11. | SK Zehlendorf (N)                       | 11 | 3 | 0 | 8 | 6:16  | 25,5:40,5 |
| 12. | SV 1920 Hofheim                         | 11 | 1 | 3 | 7 | 5:17  | 27,0:39,0 |

## Entscheidungen
|     | Deutscher Meister: Elberfelder Schachgesellschaft 1851                                 |
|     | Abstieg in die 2. Bundesliga der Frauen: SC Bessenbach, SK Zehlendorf, SV 1920 Hofheim |
| (M) | Meister der letzten Saison                                                             |
| (N) | Aufsteiger der letzten Saison                                                          |

## Kreuztabelle
| Ergebnisse | Ergebnisse                          | 1. | 2. | 3. | 4. | 5. | 6. | 7. | 8. | 9. | 10. | 11. | 12. |
| ---------- | ----------------------------------- | -- | -- | -- | -- | -- | -- | -- | -- | -- | --- | --- | --- |
| 1.         | Elberfelder Schachgesellschaft 1851 |    | 3  | 3  | 1½ | 3½ | 3  | 4  | 5  | 4  | 3   | 5   | 4   |
| 2.         | Krefelder Schachklub Turm 1851      | 3  |    | ½  | 3½ | 4  | 3½ | 3½ | 3  | 2½ | 3½  | 4   | 5   |
| 3.         | Post SV Dresden                     | 3  | 5½ |    | 3  | 4  | 2½ | 5  | 4  | 3½ | 4½  | 2   | 5   |
| 4.         | Hamburger SK                        | 4½ | 2½ | 3  |    | 3½ | 3½ | 2  | 5  | 4½ | 3   | 4½  | 3   |
| 5.         | Rotation Berlin                     | 2½ | 2  | 2  | 2½ |    | 4  | 4½ | 5½ | 3  | 5   | 4½  | 3   |
| 6.         | SC 1903 Weimar                      | 3  | 2½ | 3½ | 2½ | 2  |    | 3  | 4½ | 3  | 3½  | 3½  | 1½  |
| 7.         | USV Halle                           | 2  | 2½ | 1  | 4  | 1½ | 3  |    | 4  | 3  | 4½  | 3½  | 3   |
| 8.         | Spielvereinigung Leipzig 1899       | 1  | 3  | 2  | 1  | ½  | 1½ | 2  |    | 3½ | 5   | 4   | 3½  |
| 9.         | Rodewischer Schachmiezen            | 2  | 3½ | 2½ | 1½ | 3  | 3  | 3  | 2½ |    | 3   | 2½  | 4   |
| 10.        | SC Bessenbach                       | 3  | 2½ | 1½ | 3  | 1  | 2½ | 1½ | 1  | 3  |     | 4½  | 3½  |
| 11.        | SK Zehlendorf                       | 1  | 2  | 4  | 1½ | 1½ | 2½ | 2½ | 2  | 3½ | 1½  |     | 3½  |
| 12.        | SV 1920 Hofheim                     | 2  | 1  | 1  | 3  | 3  | 4½ | 3  | 2½ | 2  | 2½  | 2½  |     |

## Die Meistermannschaft
| 1.            | Elberfelder Schachgesellschaft 1851 |
| Schachfiguren | Nataša Bojković, Barbara Hund, Jordanka Mičić, Gisela Fischdick, Jana Hájková-Mašková, Silke Schubert, Elfi Janus, Gerda Straesser, Helga Luft. |

## 2. Bundesliga
| Platz | Verein            | M-Punkte | B-Punkte |
| ----- | ----------------- | -------- | -------- |
| 1     | RVA Stade         | 13       | 28,5     |
| 2     | SV Chemie Guben   | 09       | 25,0     |
| 3     | USV Potsdam (A)   | 08       | 20,0     |
| 4     | Braunschweiger SF | 07       | 20,5     |
| 5     | Bau-Union Berlin  | 07       | 20,0     |
| 6     | Chemie Weißensee  | 05       | 19,0     |
| 7     | USC Magdeburg     | 04       | 18,0     |
| 8     | SK Lehrte         | 03       | 17,0     |

| Platz | Verein                | M-Punkte | B-Punkte |
| ----- | --------------------- | -------- | -------- |
| 1     | SC Leipzig-Gohlis     | 13       | 32,0     |
| 2     | SV Fortuna Regensburg | 13       | 28,0     |
| 3     | SV Görlitz 1900       | 09       | 23,0     |
| 4     | USV Halle II          | 08       | 21,0     |
| 5     | TSG Metall Gera (A)   | 05       | 21,5     |
| 6     | Universität Leipzig   | 05       | 18,5     |
| 7     | Buna Schkopau         | 02       | 14,0     |
| 8     | Medizin Erfurt        | 0        | 09,0     |

| Platz | Verein               | M-Punkte | B-Punkte |
| ----- | -------------------- | -------- | -------- |
| 1     | SG Bochum 31         | 11       | 26,5     |
| 2     | TSV Schott Mainz (A) | 09       | 25,5     |
| 3     | Elberfelder SG II    | 07       | 23,0     |
| 4     | SG Augsburg          | 07       | 21,5     |
| 5     | SF Dortmund-Brackel  | 07       | 18,5     |
| 6     | SV Wolfbusch         | 06       | 21,0     |
| 7     | SG Porz              | 06       | 19,0     |
| 8     | SV Griesheim         | 03       | 13,0     |